# مونيك دي بروين
مونيك دي بروين (بالإنجليزية: Monique de Bruin)‏ مواليد 8 يوليو 1965 في هولندا، هي دراج هولندية سابقة.

## سجل النتائج

### سباقات أو مراحل فازت بها
- بطولة العالم لسباق الدراجات على الطريق

## الميداليات
| الميدالية | المسابقة                                    |
| --------- | ------------------------------------------- |
| فضية      | بطولة العالم لسباق الدراجات على الطريق 1991 |

## روابط خارجية
- مونيك دي بروين على موقع أرشيف الدراجات (الإنجليزية)
- مونيك دي بروين على موقع إحصائيات الدراجات الإحترافية (الإنجليزية)
- مونيك دي بروين على موقع CycleBase (الإنجليزية)